# Hemera

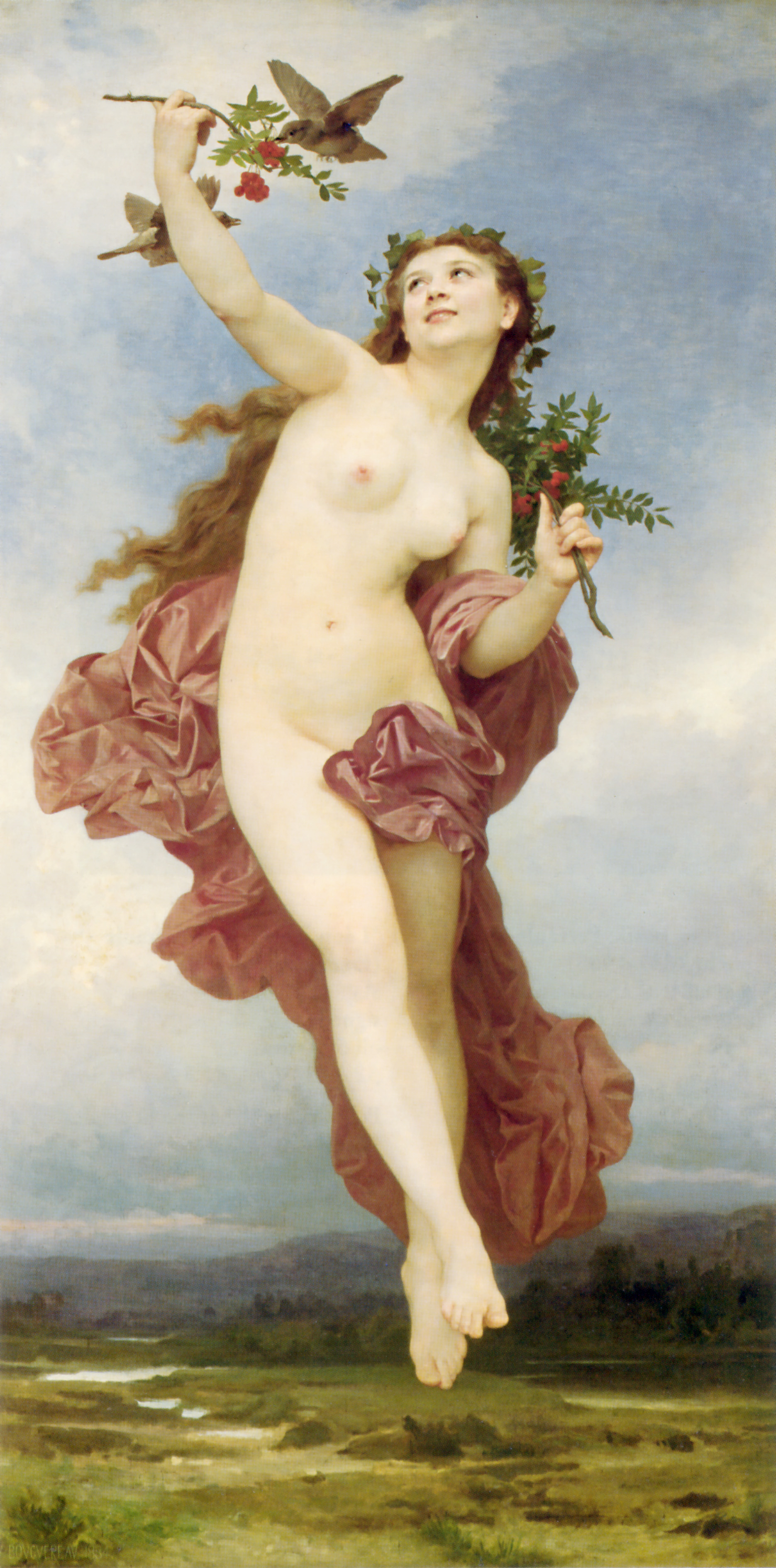
Hemera, målad av William Bouguereau.

Hemera (grek. Ημέρα) var ett av universums första skapelser och en personifiering av dagen i grekisk mytologi, precis som hennes namn antyder. Hon var dotter till Erebos (Mörkret) och Nyx (Natten). Hon var dessutom både syster och hustru till Aither (Luften).

## Natt och Dag
Enligt mytens berättelse ska Hemeras mor Nyx mot slutet av kvällarna ha dragit sin mörka slöja mellan den gudomliga luften Aither och den jordliga luften Aer och frambringat natten åt människorna. På morgonen kom Hemera och drog undan nattens dimma och visade åter den skinande övre luften som utgjorde dagen. Under antiken ansågs natt och dag vara oberoende av solen och förklarade ljuset som denna skinande, ljusblå luft.

## Hemeras barn
(Faderns namn står först.)
- Aither: Thalassa
- Osäkra föräldraskap

Ett klassiskt problem i den grekiska mytologin är föräldraskap. Det finns ofta lika många olika föräldrar som det finns versioner av myterna och vissa karaktärer kan därför ha flera möjliga föräldrar. Följande mytologiska figurer kan Hemera ha varit mor till:
- Uranos
- Gaia